# Alophoixus phaeocephalus
Alophoixus phaeocephalus là một loài chim trong họ Pycnonotidae.